# Humberto Moré
Humberto Lalot Rivadeneira Plata conocido con el nombre artístico de Humberto Moré (Esmeraldas 1929 - Habana 1984) fue un artista plástico ecuatoriano que pasó por la pintura, la escultura y el muralismo. Fue conocido por la creación de su propio estilo, al que bautizó como signología funcional.

## Breve resumen de su obra
En el trabajo de Humberto Moré está muy presente el uso de líneas geométricas, curvas y rectas. A pesar de que su fuerte fueron las artes plásticas, también incursionó en la escritura, especialmente como poeta y crítico artístico.
Fue parte del grupo VAN los jóvenes artistas guayaquileños de las décadas de 1950 y 1960 que revolucionaron las artes plásticas en el país suramericano. Junto con Moré estuvieron otros, como Estuardo Maldonado, Enrique Tábara y Luis Molinari.
Inició denominando a sus creaciones como partes de un expresionismo diferente, que con el tiempo de vino en lo que nombró signología funcional. Moré se acercó a las figuras geométricas, sirviendo de elementos como trazos gruesos y colores primarios, mayormente.
En 1957 ganó el premio “Universidad de Guayaquil” y fue cuando decidió dedicarse al arte como una labor a tiempo completo.
Luego promovió la creación del Salón Municipal “Fundación de Guayaquil” (1959). Desde entonces, Moré tuvo la inquietud de generar espacios que sirvieran como plataformas para que los artistas pudieran exhibir su trabajo.
Su último proyecto, dirigido al mercado estadounidense, fue Desnudos eróticos signológicos, en los que plantea que mediante la línea que se multiplica por la obra se genera el acercamiento del artista al dibujo.

## Biografía
Humberto Moré, nació el 14 de abril de 1929 en Esmeraldas, Ecuador. Fue el segundo de los cuatro hijos de Víctor Rivadeneira Ricardelli, militar partidario del general Eloy Alfaro, y María Libia Plata Torres.
La vena artística de Moré despertó temprano. El pintor ecuatoriano aseguró que todo había iniciado cuando, aún siendo un niño, descubrió el estímulo que provocaban en él los colores de algunos juguetes.
Al principio estuvo al cuidado de su madre junto con sus hermanos Guizot, Guido y Adalgiza. Mientras tanto, su padre anduvo de viaje debido a las campañas que se libraban en la época.
Humberto Moré fue enviado por su padre a Quito a estudiar como alumno interno de un colegio religioso. Su curiosidad, que le impulsó a experimentar con químicos, hizo que lo expulsaran rápidamente. Ya su madre había muerto y se fue a vivir a Santa Elena, donde estuvo hasta los 15 años.
Fue durante esta época que Moré decidió comenzar a experimentar con el dibujo, realizando copias. Imitaba fotografías y formas que veía en periódicos y revistas.
A los 19 años, Moré intentó emprender un negocio fabricando jabón, pero luego se olvidó del asunto y comenzó a trabajar con su hermano Guizot en San Miguel del Milagro.

### Carrera artística
En 1954, a los 25 años de edad, Moré hizo su primera exposición de dibujos. Esta muestra del joven artista tuvo por escenario una escuela de niñas en El Milagro.
Cinco años antes había contraído matrimonio con Juana Ludgarda Chaw Cotallet. Con ella tuvo 7 hijos.
En esta época escogió Moré como su pseudónimo. Mezcló los nombres de varios artistas que admiraba: Monet, Manet y Renoir. Juan Castro y Velázquez dijo que Enrique Tábara afirmaba que él inventó ese sobrenombre para su amigo y socio, con la esperanza de vender más obras.
Después de elegir su nuevo apelativo, también en 1954, Moré presentó su primera exposición individual en la Joyería Esmeralda, ubicada en Guayaquil.
Moré practicaba el oficio del dibujo con sus hijos y su primera esposa como modelos, pues los retrataba constantemente. De esa forma el artista mejoró su pulso y adquirió dominio de la técnica. Él esperaba que todo pintor debía dominar el dibujo para poder aventurarse a otros estilos.
En sus primeros años se sintió atraído por el surrealismo de Dalí. Sin embargo, en las etapas posteriores, Moré evolucionaría hacia otras corrientes.

### Década de los cincuenta y sesenta
Desde 1955 Moré fijó su residencia en Guayaquil. En esta ciudad se dedicó a profundizar sus conocimientos artísticos. Al mismo tiempo buscó los medios para crearse un nombre en la esfera cultural ecuatoriana.
Trató de repasar varias épocas del arte. Explicaba que su intento era reproducir retratos como los de Ingres, Rubens o Rembrandt. Luego llegó al impresionismo, especialmente con Cézanne, y de allí pasó al expresionismo.
Por su condición de autodidacta, Moré se exigió mucho a sí mismo y se sumergía en un mar de libros, intentando afianzar todo el conocimiento posible.
En 1957 ganó el premio Universidad de Guayaquil y decidió dedicarse al arte a tiempo completo. También por esta época influyó en la creación del Salón Municipal “Fundación de Guayaquil”, dos años más tarde.
En ese salón Moré resultó ganador del primer premio en 1962 y cuatro años más tarde volvió, pero esa vez se ubicó en el segundo lugar.
A partir de 1963 el artista ecuatoriano comenzó a experimentar con materiales, entre los que incluían madera, arcilla y parafina.
Por esa época ya Moré se había creado un nombre y se reunió con importantes políticos y empresarios con el fin de comercializar su obra. Además, era muy respetado por sus críticas de arte.

### Su trabajo en los años setenta
En la década de 1970, Moré profundizó en la conceptualización de su arte. Además, pasó a tener un puesto de honor entre los intelectuales y conocedores ecuatorianos en materia de lenguaje plástico, gracias a sus textos.
Su trabajo adornó los parques de Guayaquil desde 1973, año en el que presentó los bocetos de 4 esculturas funcionales que realizó gracias al apoyo económico de empresas privadas y de la gobernación del Guayas.
Moré publicó su manifiesto teórico sobre la signología funcional en 1974. Este fue uno de sus períodos más productivos en cuanto a la literatura artística, producción plástica y escultórica.

### Últimos años y fallecimiento
En 1982 Humberto Moré se encontró en los Estados Unidos y patentó en Hollywood El cuerpo dorado de la Gioconda . Esa era una idea que el artista había tenido durante años para realizar su primer film.
Luego, entre 1983 y 1984, realizó su último proyecto, Desnudos eróticos signológicos, un grupo de serigrafías destinadas a captar al público estadounidense. El pintor había coordinado la comercialización de 40.000 copias con un agente de marketing.
En junio de 1984, mientras se encontraba en Nueva York, Moré descubrió que tenía cáncer. Entonces apareció en Guayaquil, allí fue operado para extraer el tumor maligno que lo atacaba. Meses después se trasladaron a La Habana, Cuba, para chequearse.
Falleció el 28 de octubre de 1984 en La Habana, donde se encontró atendiendo su salud, junto con su segunda esposa, Iris Rendón.
Sus restos fueron trasladados posteriormente por su hermano Guizot Rivadeneira al Ecuador.

## Estilo
Humberto Moré fue parte de un grupo de jóvenes artistas que revolucionaron las artes plásticas en Guayaquil durante las décadas de los años 60 y 70. Estaban influenciados por las tendencias que se desarrollaban en Europa y buscaron crear un lenguaje propio.
Por influencia de este movimiento, Moré comenzó a buscar su propio estilo, al que en un principio se denominaba “expresionismo diferente”. Partiendo de allí experimentó con varios enfoques y progresivamente modificó para encontrar un concepto con el que se sintió cómodo, el de la signología funcional.
Primero pasó por un período de geometrización, influido principalmente por el cubismo. Posteriormente, su obra se caracterizaría por los colores vivos y los trazos estilizados, aunque nunca abandonó las formas geométricas como base de la creación.
Los retratos y el desnudo fueron dos elementos que siempre estuvieron presentes en su obra. En los retratos de personajes ilustres que realizaron en la década de los 80, aprovechaba el espacio para crear un juego de formas, signos y texturas que potenciaban la obra.
Con la signología funcional, Moré pretendía observar el valor de la forma desde uno de sus vértices. Consideró que el valor de la forma existía a partir de la unión del signo con la teoría, aunque se desconociera la metodología.
Finalmente, Moré aseguró que la signología funcional era estética y utilitaria, puesto que la codificación que se encontró en la obra provocó una función y un espacio activo.

## Obras
Uno de los grandes fuertes en cuanto a la obra de Humberto Moré, fue su capacidad de racionalizar los conceptos que se mostraron en su arte. Algunos de los textos que publicaron fueron:
- Las formas (1966), libro-álbum de dibujos.
- Evaluación de los ismos (1968), acerca de los grandes maestros del arte. Libro en papel rústico con portadas únicas hechas a mano.
- Actualidad pictórica ecuatoriana (1970), análisis del arte nacional ecuatoriano entre 1950 y 1970. Libro de crítica artística.
- Manifiesto teórico de la simbología funcional (1974).
- Bolívar, sol de América (1983), poesía y cuadros en honor al bicentenario del nacimiento del Libertador Simón Bolívar.
- La pesca (1957).
- La libertad (1962).
- Sonidos del espacio (1964).
- Metamorfosis de la forma (1966).
- Edad de la razón (1968).
- El hombre de la arquitectura vernácula (1975).
- Serie “Rostros del Ecuador” (década de 1980).
- Desnudos eróticos signológicos (1983-1984).